# Swanton (Ohio)
Swanton es una villa ubicada en el condado de Fulton en el estado estadounidense de Ohio. En el Censo de 2010 tenía una población de 3690 habitantes y una densidad poblacional de 455,04 personas por km².

## Geografía
Swanton se encuentra ubicada en las coordenadas 41°34′57″N 83°53′25″O / 41.58250, -83.89028. Según la Oficina del Censo de los Estados Unidos, Swanton tiene una superficie total de 8.11 km², de la cual 8.01 km² corresponden a tierra firme y (1.18%) 0.1 km² es agua.

## Demografía
Según el censo de 2010, había 3690 personas residiendo en Swanton. La densidad de población era de 455,04 hab./km². De los 3690 habitantes, Swanton estaba compuesto por el 97.13% blancos, el 0.89% eran afroamericanos, el 0.22% eran amerindios, el 0.14% eran asiáticos, el 0% eran isleños del Pacífico, el 0.3% eran de otras razas y el 1.33% pertenecían a dos o más razas. Del total de la población el 3.52% eran hispanos o latinos de cualquier raza.